# Les Casotes (Maçanet de Cabrenys)
Les Casotes és una casa de Maçanet de Cabrenys (Alt Empordà) inclosa a l'Inventari del Patrimoni Arquitectònic de Catalunya.

## Descripció
Casa aïllada de planta rectangular situada a un quilòmetre i mig al nord-est del poble. Va ser construïda possiblement en dues fases corresponents a les dues crugies orientades a ponent. El conjunt està edificat sobre un fort pendent. La crugia de tramuntana té planta baixa i dues plantes pis i la de migdia planta baixa i planta pis. Les crugies estan cobertes amb voltes de pedruscall suportades per parets de pedra desbastada. L'accés a la planta pis es fa mitjançant dos ponts de pedra situats a la façana de ponent. Totes les obertures estan emmarcades amb pedres ben tallades. La coberta és a dues aigües.